# Eldar Kouliev (réalisateur, 1951)
Pour les articles homonymes, voir Eldar Kouliev.
Eldar Kaisynovich Kouliev, né à Frunze (Kirghizistan) le 31 décembre 1951, et mort le 14 janvier 2017, est un réalisateur et scénariste soviétique et kirghize.

## Biographie
Eldar Kouliev — né pendant la période de déportation des Balkares vers le Kirghizistan et le Kazakhstan — a comme père le poète balkare Kaisyn Kouliev (en). Son jeune frère, Alim Kouliev, est un acteur russo-américain demeurant à Hollywood et son plus jeune frère, Azamat Kouliev (en), est un peintre russe vivant et travaillant à Istanbul, en Turquie.

## Carrière
Eldar Kouliev est diplômé de l'Institut de cinéma de l'Union soviétique (VGIK) à Moscou, de la classe d'Aleksandr Zguridy. Il se marie avec la poétesse russe Bella Akhmadoulina avec laquelle il a une fille, Elizaveta Kouliyeva, elle aussi poétesse. Il écrit le scénario original de la mini-série de télévision Les Pierres blessées, d'après le livre de poésie de son père et tourné aux studios du film Dovjenko (URSS) en 1987. Après un grave accident de voiture, il doit interrompre sa carrière. Il vit à Moscou.